# Hikandhilohi
Hikandhilohi est une petite île inhabitée des Maldives.

## Géographie
Hikandhilohi est située dans le centre des Maldives, au Nord-Est de l'atoll Kolhumadulu, dans la subdivision de Thaa. 